# Sugiyama Sampū

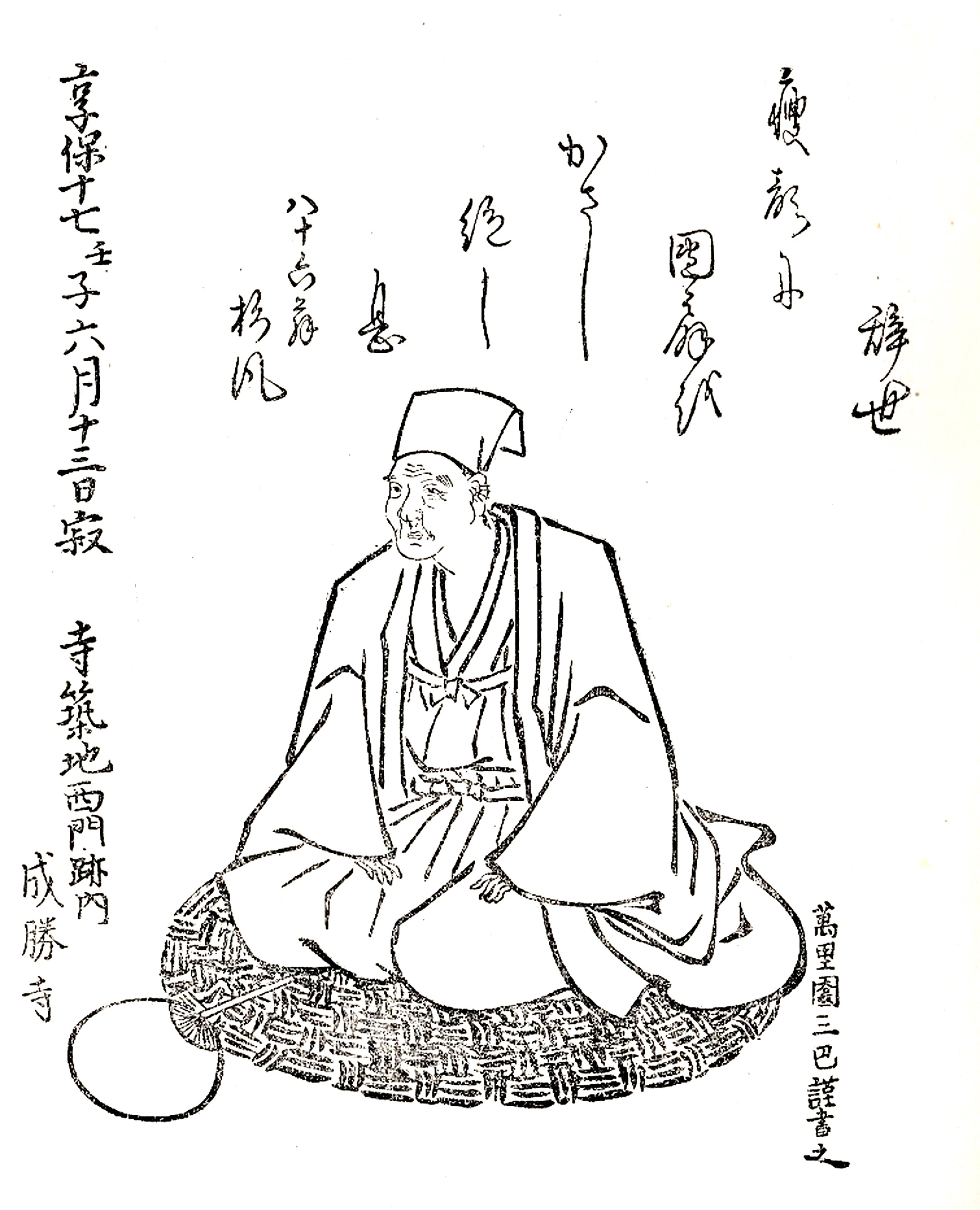
Sugiyama Sampū

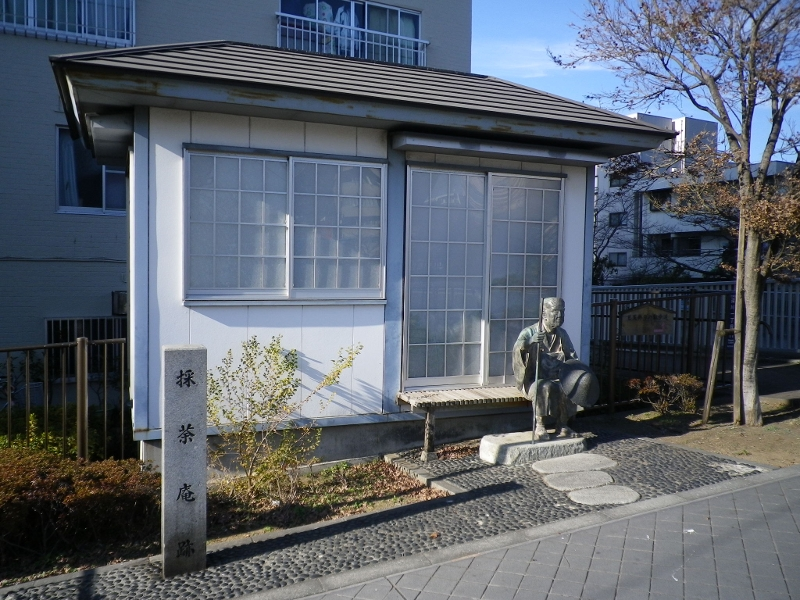
Nachbildung der Fassade der Bashō-Klause

Sugiyama Sampū (japanisch 杉山 杉風; geboren 1647 in Edo; gestorben 3. August 1732 daselbst) war ein japanischer Fischhändler, der sich als Haiku-Dichter einen Namen machte.

## Leben und Wirken
Sugiyama Sampū wurde als ältester Sohn von Sugiyama Kakenaga (杉山 賢永), einem Fischgroßhändler in Edo geboren. Das Familienunternehmen war wohlhabend, es war unter anderem Vertragshandlung des Shogunats (幕府御用, Bakufu goyō). Sampū, er wurde üblicherweise Tōzaemon (藤左衛門) oder Ichibei (市兵衛) genannt, studierte zuerst Haiku der Danrin-Richtung (談林派). 1675 wurde sein Haiku „Maku wa nashi – haori hakushu – uba Sakura“ (幕はなし 羽織剥取 姥さくら) – etwa „Ohne Vorhang – Kleid geraubt – alte Frau Sakura“ in die von Suganoya Takamasa (菅野谷 高政) herausgegebene, bebilderte Sammlung „Haikai e-awase“ (俳諧絵合) aufgenommen. Dieses Haiku ist auch in „Edo Hirokōji“ (江戸広小路), herausgegeben von Okamura Fuboku (岡村 不卜, gestorben 1691) im Jahr 1678, und in „Edo-sha no sushi“ (江戸蛇之鮓) „Edo Schlangen-sushi“, herausgegeben von Ikenishi Gonsui (1650–1722) im Jahr 1679, enthalten.
Als der Haiku-Dichter Matsuo Bashō 1672 von Kyōto nach Osten zog, soll er im Haus von Sampū (oder dessen Vater Kagenaga) eingekehrt sein, wobei sich Sampū unter ihm weiterbilden konnte. Im Jahr 1680 wurde die Sammlung „Tōsei montei dokugin nijū kasen“ (桃青門弟独吟二十歌仙) mit Sampūs Haiku „Dareka wa matsu hae wa kirite kakkō hototogisu“ (誰かは待つ蠅は来りて郭公ほととぎす) – etwa „Jemand wartet – eine Fliege kommt – Kuckuck Nachtigall“. Im September desselben Jahres veröffentlichte er die Sammlung „Tokiwaya Kuai“ (常盤屋句合), die Bashōs Zustimmung fand. Er war der älteste Schüler Bashōs, er leistete dem Meister wirtschaftliche Hilfe, wie die Bereitstellung eines Hauses, die sogenannte „Bashō-Klause“ (芭蕉庵) im Stadtteil Fukagawa.
1683, als Bashō nach der Zerstörung der Einsiedelei von Fukagawa durch den Großbrand „Temma no taika“ (天和の大火) Zuflucht beim Hausältesten der Yamura-Domäne Takayama Shigefumi (高山 繁文; 1649–1718) fand, unterstützte er Takarai Kikaku (宝井其角; 1661–1707), einen wichtigen Vorläufer der Entwicklung des Bashō-Stils, bei dessen Zusammenstellung der Sammlung „Urokuguri“ (虚栗).
Sugiyama Sampū verdiente sich Bashōs Vertrauen mit seiner aufrichtigen Persönlichkeit. Es gibt eine Anekdote, dass Bashō scherzhaft bemerkte: „Kyorai ist Haiku-Richter in den westlichen 33 Provinzen und Sampū ist Haiku-Richter in den östlichen 33 Provinzen.“
Sugiyama übergab das Familienunternehmen an seinen Adoptivsohn, den Mann seiner ältesten Tochter, und änderte seinen Namen nach dem Eintritt in den Ruhestand in „Ichigen“ (一元). 1732 starb er in Edo. Sein Grab befand sich ursprünglich im Tempel Jōshō-ji (成勝寺) im Tempel Tsukiji Hongan-ji, aber aufgrund der Verlegung des Tempels nach dem Großen Kantō-Erdbeben 1923 befindet es sich jetzt im Bezirk Setagaya. Am Grab nach dem Umzug befindet sich ein Epitaph von Usuda Arō (臼田 亞浪; 1875–1951).